# 1966年世界大賽
1966的世界大賽是由代表美聯的巴爾的摩金鶯與代表國聯的洛杉磯道奇在世界大賽中對決。最後金鶯4連勝橫掃道奇，拿下隊史首座世界大賽冠軍。道奇隊在第一場比賽拿下2分，後面3場比賽卻全遭到完封。刷新了單一球隊在世界大賽上的最低總得分。
該年的世界大賽不僅代表道奇王朝的沒落，也象徵金鶯王朝的崛起。

## 總結
美聯 巴爾的摩金鶯（4）- 國聯 洛杉磯道奇（0）
| 場次 | 比數           | 日期    | 地點       | 觀眾  |
| ---- | -------------- | ------- | ---------- | ----- |
| 1    | 金鶯 5，道奇 2 | 10月5日 | 道奇體育場 | 55941 |
| 2    | 金鶯 6，道奇 0 | 10月6日 | 道奇體育場 | 55947 |
| 3    | 道奇 0，金鶯 1 | 10月8日 | 紀念體育場 | 54445 |
| 4    | 道奇 0，金鶯 1 | 10月9日 | 紀念體育場 | 54458 |

## 逐場結果

### 第一戰：10月5日
加利福尼亞州，洛杉磯，道奇體育場
| 巴爾的摩金鶯 | 3 | 1 | 0 | 1 | 0 | 0 | 0 | 0 | 0 | 5 | 9 | 0 |
| 洛杉磯道奇 | 0 | 1 | 1 | 0 | 0 | 0 | 0 | 0 | 0 | 2 | 3 | 0 |
| 勝投： Moe Drabowsky (1–0) 敗投： 唐·德萊斯戴爾 (0–1) 全壘打： 金鶯：法蘭克·羅賓森 (1上,2分)、布魯克斯·羅賓森 (1上,1分) 道奇：吉姆·拉斐爾 (2下,1分) |   |   |   |   |   |   |   |   |   |   |   |   |

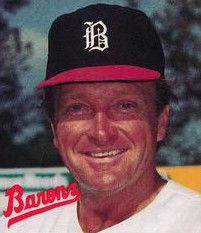
摩·德拉伯斯基

金鶯隊在首局下就靠著「羅賓森雙人組」演出背靠背的全壘打取得3比0領先。2局上又靠著保送、短打推進和安打拿下1分。
2局下，吉姆·拉斐爾回敬一發全壘打，幫助道奇追回1分。3局下，Dave McNally在1出局後連續投出3個保送。金鶯也換上Moe Drabowsky，而道奇隊沒能把握大好機會，只有靠著單局第四次保送拿下第2分。而令道奇隊萬萬沒想到的是，這一分是他們在該系列賽得到的最後一分。
4局上，金鶯隊再拿下1分保險分後。加上Drabowsky的完美壓制，金鶯隊拿下第一勝。

### 第二戰：10月6日
加利福尼亞州，洛杉磯，道奇體育場
| 巴爾的摩金鶯                                      | 0 | 0 | 0 | 0 | 3 | 1 | 0 | 2 | 0 | 6 | 8 | 0 |
| 洛杉磯道奇                                        | 0 | 0 | 0 | 0 | 0 | 0 | 0 | 0 | 0 | 0 | 4 | 6 |
| 勝投： 吉姆·帕爾默 (1–0) 敗投： 山迪·柯法斯 (0–1) |   |   |   |   |   |   |   |   |   |   |   |   |

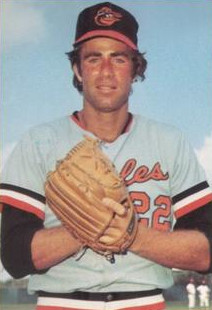
吉姆·帕爾默

金鶯派出20歲的年輕王牌帕爾默對決賽揚強投柯法斯，兩隊在前四局上演精采的投手戰，都沒讓對手得分。
5局上，道奇守備自亂陣腳。單局出現3次失誤讓金鶯攻下3分。最後道奇隊單場發生6次守備失誤，讓金鶯隊得到6分種下敗因。

### 第三戰：10月8日
馬里蘭州，巴爾的摩，紀念體育場
| 洛杉磯道奇                                                                                         | 0 | 0 | 0 | 0 | 0 | 0 | 0 | 0 | 0 | 0 | 6 | 0 |
| 巴爾的摩金鶯                                                                                       | 0 | 0 | 0 | 0 | 1 | 0 | 0 | 0 | X | 1 | 3 | 0 |

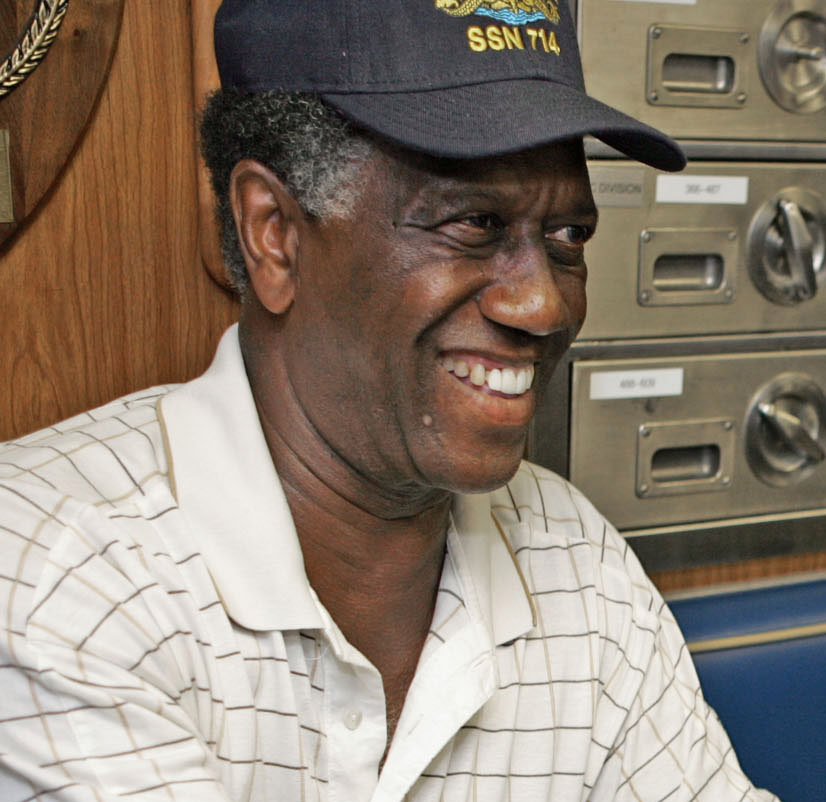
保羅·布萊爾

| 勝投： Wally Bunker (1–0) 敗投： Claude Osteen (0–1) 全壘打： 道奇：無 金鶯：保羅·布萊爾 (5下,1分) |   |   |   |   |   |   |   |   |   |   |   |   |

Claude Osteen先發7局僅失1分，唯一失分是在5局下被保羅·布萊爾敲出陽春砲。不過這一分對於Wally Bunker來說已經夠了，他投滿9局送出6次三振拿下完封勝。

### 第四戰：10月9日
馬里蘭州，巴爾的摩，紀念體育場
| 洛杉磯道奇                                                                                            | 0 | 0 | 0 | 0 | 0 | 0 | 0 | 0 | 0 | 0 | 4 | 0 |
| 巴爾的摩金鶯                                                                                          | 0 | 0 | 0 | 1 | 0 | 0 | 0 | 0 | X | 1 | 4 | 0 |
| 勝投： 戴夫·麥克奈利 (1–0) 敗投： 唐·德萊斯戴爾 (0–2) 全壘打： 道奇：無 金鶯：法蘭克·羅賓森 (4下,1分) |   |   |   |   |   |   |   |   |   |   |   |   |

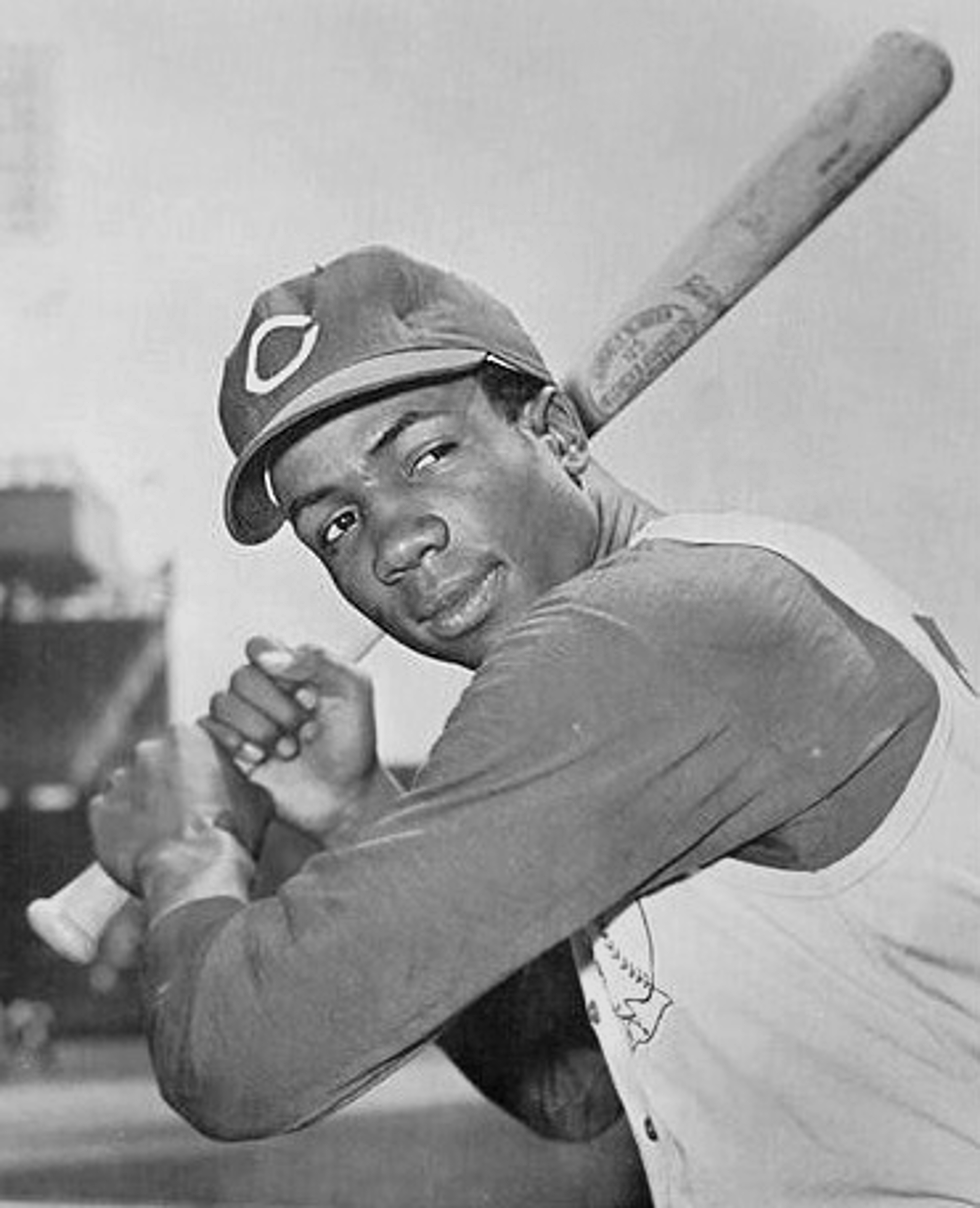
法蘭克·羅賓森

唐·德萊斯戴爾擺脫了第一場的低潮，主投8局送出5次三振，僅在4局下被法蘭克·羅賓森敲出陽春砲掉分。
然而道奇隊打線又遭壓制，戴夫·麥克奈利跟前一場的Bunker一樣投滿9局。他僅被敲出4支安打無失分拿下完封勝，金鶯隊順利拿下隊史首冠。道奇隊王牌山迪·柯法斯也在球季結束後宣布退休。

## 外部連結
- Almanac網站上關於1966年世界大賽的頁面（页面存档备份，存于）
- MLB官網裡的1966年世界大賽頁面（页面存档备份，存于）
- Reference網站上關於1966年世界大賽的頁面（页面存档备份，存于）
- 1966年世界大賽逐場比賽結果以及每一球詳細紀錄[]